# Музей-садиба В. І. Сурикова
Музей-садиба В. І. Сурикова — меморіальний музей і музей творчості російського художника Василя Івановича Сурикова на його батьківщині.

## Історія споруди

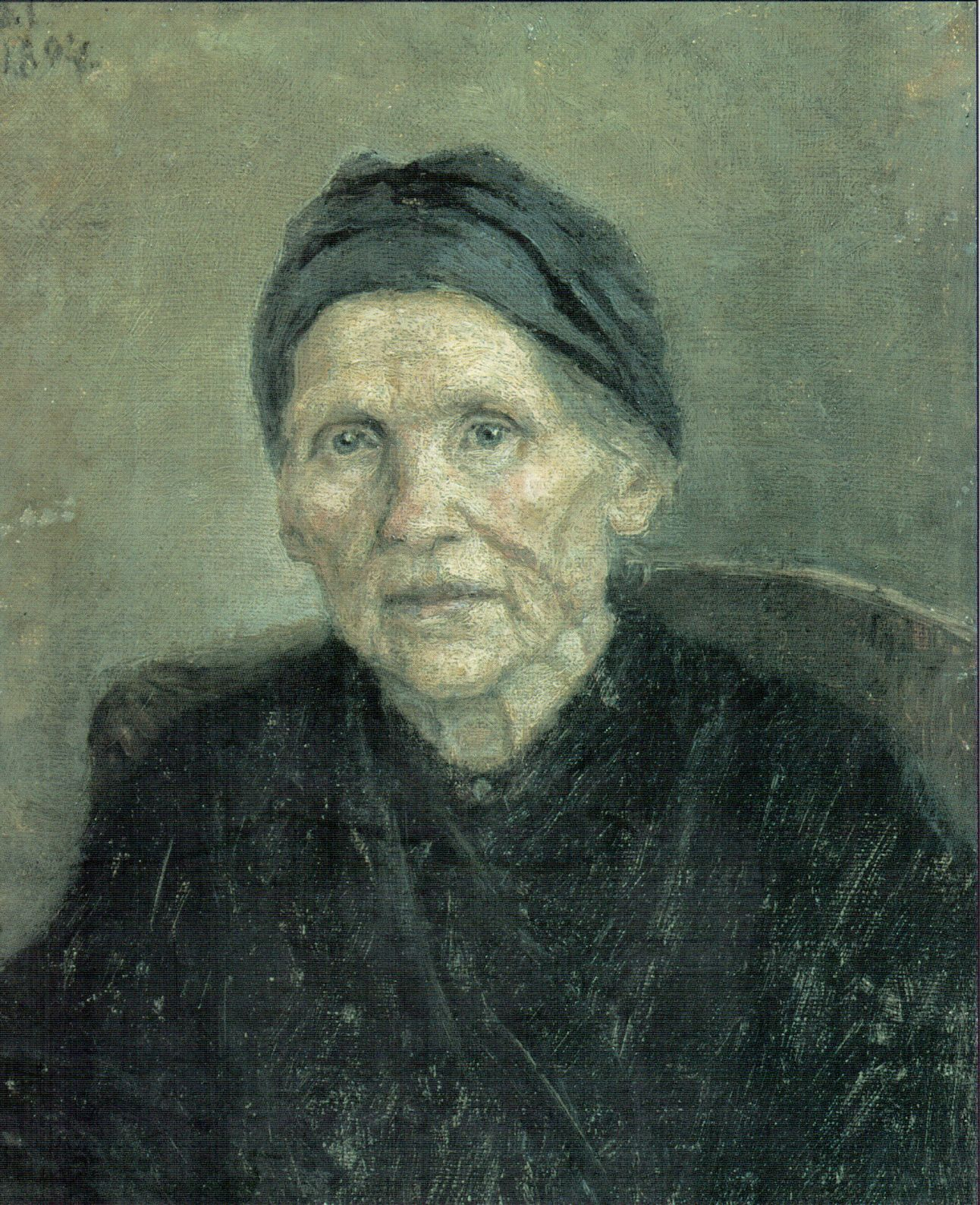
Мати художника за рік до смерти.

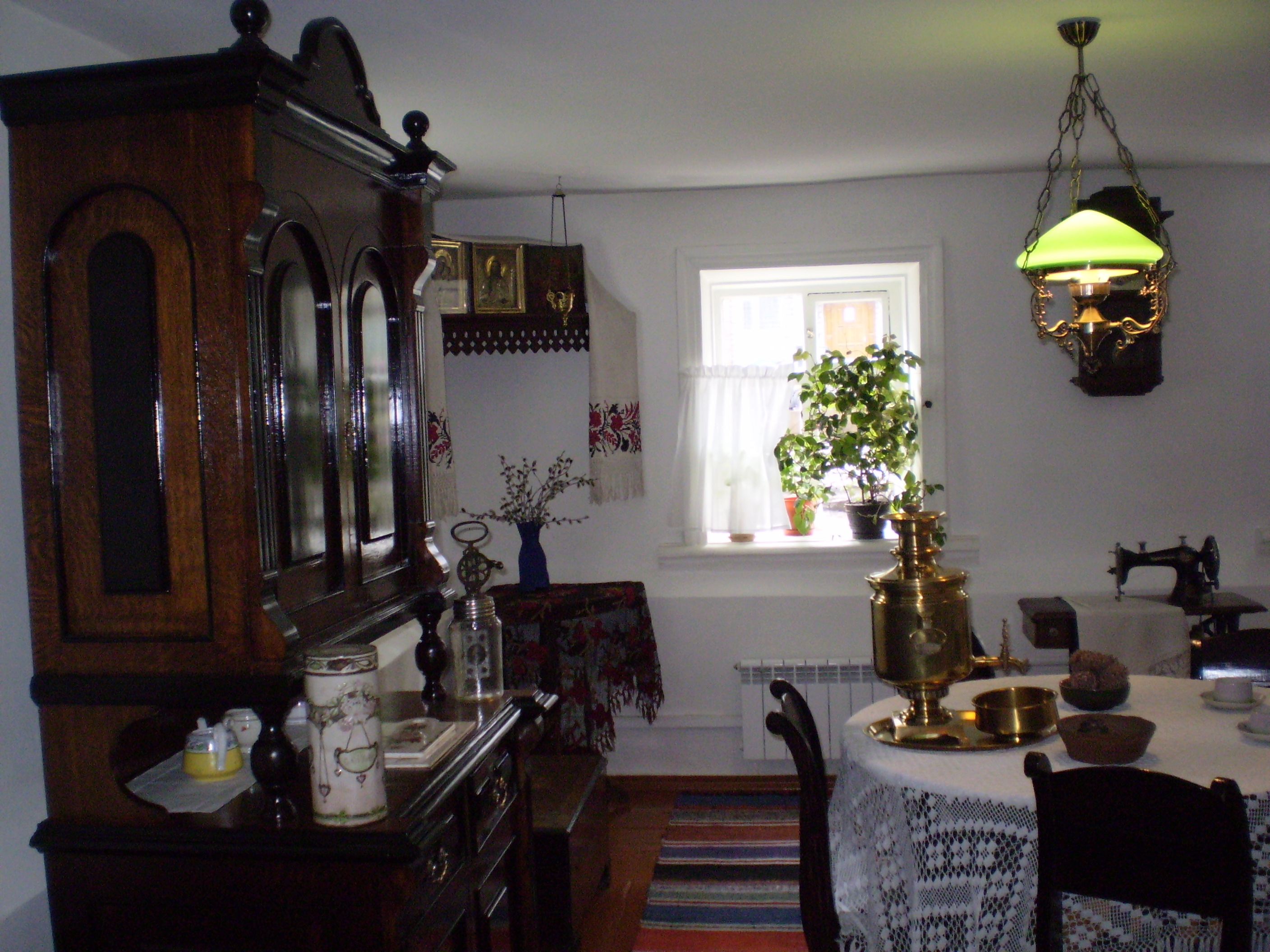
Їдальня

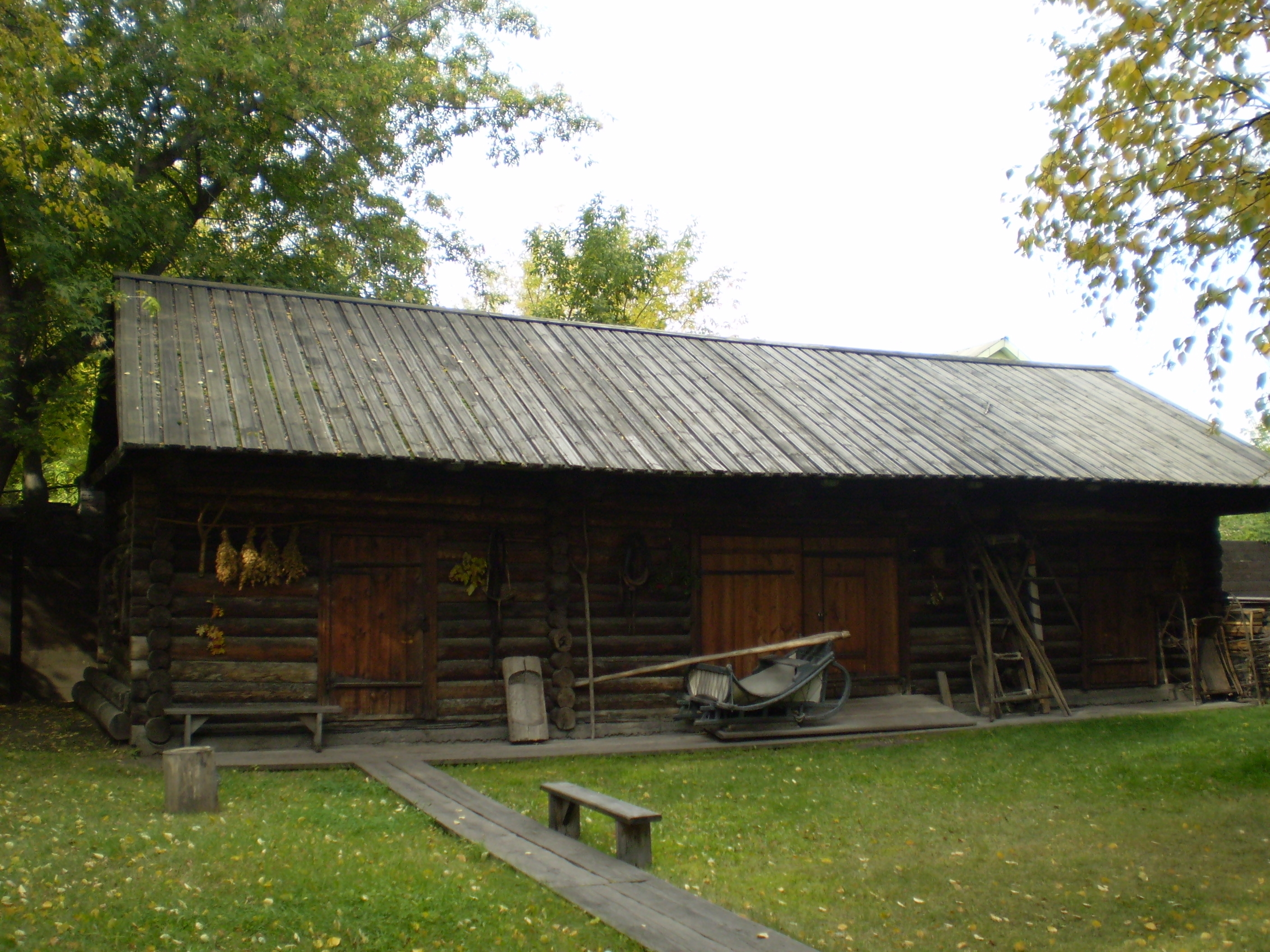
Стодола

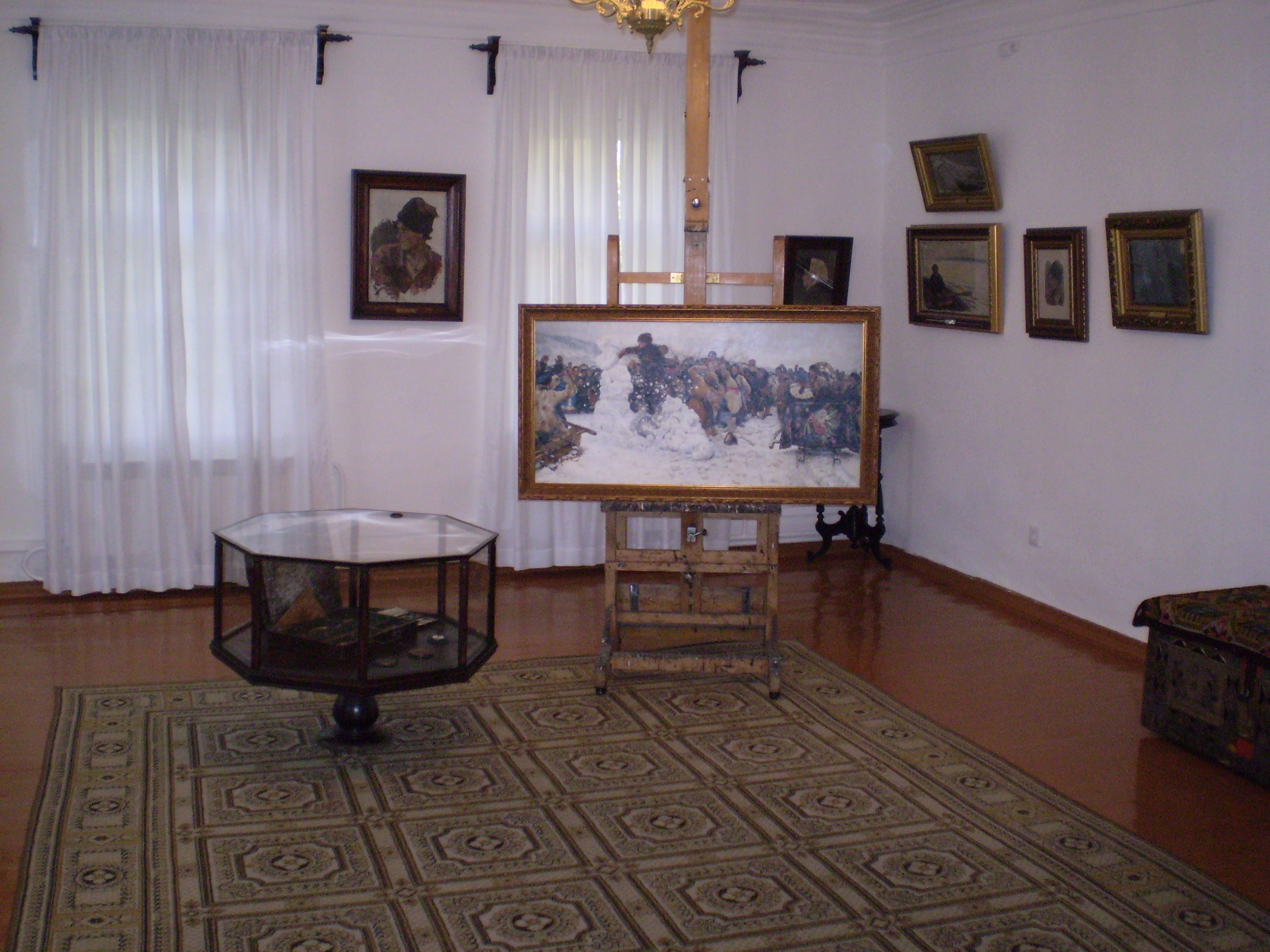
Майстерня

Відома точна дата створення споруди — 1830-ті рр. Це двоповерхова дерев'яна будівля, де мешкала родина Сурикових. Сурикови — родина козаків. Дід художника, Олександр Степанович, був уже полковим отаманом. Козаки розділилися на військових та світських, комерційних. Мати була з родини козаків-купців Торгошиних, що купували китайський чай та здавали купцям. Василь Суриков народився в цьому будинку.
Садиба нагадувала невелику фортецю — відокремлену від вулиці парканом. На вулицю виходив лише торець споруди. На подвір'ї були також лазня, візовня, флігель. Батько помер, коли Василю було 11 років. Мати, аби якось утримувати родину, оселилася на першому поверсі. Другий поверх здавали пожильцям, з того й жили.

## Створення музею
Будинок був рідним помешканням для матері художника (померла у 1895 р.) та молодшого брата Олександра. По смерти Олександра (у 1930 р.) спадкоємцями були дочки художника, що передали споруди місту Красноярськ. Вже тоді флігель садиби використовували як приміщення малювальної школи. Частку меблів доньки художника передали у фонди Красноярського краєзнавчого музею.
Будинок став помешканням для місцевого художника Д. Каратанова. Його розселили у 1940-ві, а у 1948 р. був створений меморіальний музей художника В. І. Сурикова. В новий музейний заклад були передані — * меморіальні речі самого Василя Сурикова
- портрети його роботи («Портрет Пемової», «Портрет Рачковскої»)
- краєзнавчий музей передав ранні акварелі митця
- у 1960-ті музей отримав автопортрет Сурикова 1902 року створення

У 1970-ті рр. проведена реставрація дерев'яної споруди і пристосування її інтер'єрів до сучасних музейних вимог. Перший поверх споруди використано для створення експозицій, характерних для интер'єрів сибірського міського дому 19 століття.

## Фонди
Виставкова площа музейного закладу — 357 м², у фондах 1300 одиниць збереження, серед яких
- 92 твори Василя Сурикова (малюнки, акварелі, ескізи, портрети його роботи
- меморіальні речі художника
- характерні історичні побутові речі 19 ст.